# Geltung und Genese
Geltung und Genese ist eine erstmals von Leibniz explizit erwähnte Unterscheidung in der Philosophie, die u. a. in der Erkenntnistheorie eine wichtige Rolle spielt, aber auch bei Werten zum Tragen kommt (z. B. Moral- und Rechtsphilosophie).
Bei der Geltung stellt sich die Frage nach der Begründung und Rechtfertigung von Erkenntnissen („Hat die Erkenntnisquelle eine besondere Autorität?“), bei der Genese nach der Entstehung und Entwicklung von Erkenntnissen („Durch welche Prozesse gewinnen wir Erkenntnisse?“). Letzteres erklärt, wie Meinungen zustande kommen, ersteres warum sie ggf. wahr sind. Die Geltung spielt somit auch eine entscheidende Rolle bei der Rechtfertigung. Anders gesagt bestimmt die Genese die Ursachen des Fürwahrhaltens und die Geltung die Gründe des Wahrseins.
Da man die Geltungsfrage nicht erfahrungswissenschaftlich analysieren kann (was zu einem Begründungszirkel führen würde), müssen aposteriorische Wissenschaften die Geltung von Erfahrungserkenntnissen bereits voraussetzen.
Hans Reichenbach nannte diese Unterscheidung „Begründungs- bzw. Rechtfertigungszusammenhang“ (Geltung) und „Entdeckungs- bzw. Entstehungszusammenhang“ (Genese); Kant dagegen nennt dies „quid juris“ bzw. „quid facti“.

## Zitate
- „Darauf sei jetzt schon und unter Hinweis auf spätere Erwägungen erwidert, daß Rechtfertigung ein grundsätzlich anderes ist, wie Schilderung. Daß etwas den Anspruch erheben kann, für wahr gehalten zu werden, bedeutet nicht, daß und aus welchen Motiven es für wahr gehalten wird.“ – Hönigswald[1]
- „Daß alle unsere Erkenntnis mit der Erfahrung anfange, daran ist gar kein Zweifel; [...] Der Zeit nach geht also keine Erkenntnis in uns vor der Erfahrung vorher, und mit dieser fängt alle an. [=Genese] Wenn aber gleich alle unsere Erkenntnis mit der Erfahrung anhebt, so entspringt sie darum doch nicht eben alle aus der Erfahrung. Denn wo wollte selbst Erfahrung ihre Gewißheit hernehmen, wenn alle Regeln, nach denen sie fortgeht, immer wieder empirisch, mithin zufällig wären; daher man diese schwerlich für erste Grundsätze gelten lassen kann. [=Geltung]“ – Kant, Kritik der reinen Vernunft, B1 und B5
- „Aus den Gesetzen des Wahrseins ergeben sich nun Vorschriften für das Fürwahrhalten, das Denken, Urteilen, Schließen. Und so spricht man auch wohl von Denkgesetzen. [...] Das Fürwahrhalten des Falschen und das Fürwahrhalten des Wahren kommen beide nach psychologischen Gesetzen zustande. Eine Ableitung aus diesen und eine Erklärung eines seelischen Vorgangs, der in ein Fürwahrhalten ausläuft, kann nie einen Beweis dessen ersetzen, auf das sich dieses Fürwahrhalten bezieht.“ – Frege, Der Gedanke[2]
- „Ganz allgemein können wir daher als eine der Hauptfragen philosophischer Erkenntnistheorie bestimmen, daß sie [die Genese und Geltung] zu untersuchen habe, welche Erkenntnisse erfahrungsunabhängig (a priori) und welche erfahrungsabhängig (a posteriori) gelten.“ – Gabriel, Grundprobleme der Erkenntnistheorie[3]